# Medalla Margarita Lizárraga
La medalla bienal "Margarita Lizárraga" es una presea que otorga la Organización de las Naciones Unidas para la Agricultura y la Alimentación (FAO) a "aquellos quienes trabajen meritoriamente en la aplicación del Código de Conducta para la Pesca Responsable" de acuerdo con lo estipulado en la resolución 18/97 del 29º período de sesiones de la Conferencia de la FAO en 1997.

## Historia
La medalla es un homenaje a la ya fallecida investigadora mexicana Margarita Lizárraga, Oficial superior de enlace de pesca, por su papel decisivo en el fomento del Código de Conducta para la Pesca Responsable, por su productiva labor en el campo de la pesca durante casi cuarenta años, por su gran dedicación a la FAO y por su fuerte compromiso con el impulso a la promoción del sector pesquero en México y en países en vías de desarrollo.

## Entregas
La entrega de este reconocimiento da consecutivamente cada 2 años desde su creación, en 1997, al 2019. El comité de selección para la concesión de la medalla, compuesto por el Subdirector General del Departamento de Pesca y Acuiltura y la Mesa del Comité de Pesca (COFI), examina los nombramientos para cada bienio basándose en los criterios convenidos.

## Ganadores
- 2023 - Sra. Meryl J. Williams de la Asociación de Pesca de Asia en Malasia[2]
- 2021 - Margaret Nakato del Katosi Women Development Trust de Uganda
- 2019 - El buque de investigación Dr. Fridtjof Nansen de la Agencia Noruega de Cooperación para el Desarrollo en Noruega.
- 2017 - La Comisión para la Conservación de los Recursos Vivos Marinos Antárticos (CCRVMA) de Australia.
- 2015 - Grupo de trabajo Stop Illegal Fishing (SIF) basado en África.
- 2013 - La Organización del Sector Pesquero y Acuícola del Istmo Centroamericano (OSPESCA).
- 2011 - Red de centros de acuicultura de Asia y el Pacífico (NACA).
- 2009 - Sr. Abraham Iyambo, Ministro de Pesca y Recursos Marinos de Namibia.
- 2007 - Centro de desarrollo de la pesca en Asia sudoriental (SEAFDEC) con sede en Tailandia.
- 2005 - Acuerdo relativo al Programa internacional para la conservación de los delfines (AIDCP), un acuerdo multinacional.
- 2003 - Colectivo Internacional de Apoyo al Pescador Artesanal (CIAPA) de India.
- 2001 - Junta Canadiense de Pesca Responsable y su Secretaría.
- 1999 - La organización National Fisheries Solidarity (NAFSO) de Sri Lanka.[3]